# 日出号卫星
日出號（Hinode）是日本、英国和美国联合研制的一颗太阳探测卫星，原名，于2006年9月22日(UT，在日本為9月23日)在日本九州的內之浦宇宙空間觀測所发射升空。日出卫星运行在近圆形的太阳同步轨道上，近地点为280公里，远地点为686公里。这颗卫星的主要目的是观测太阳磁场的精细结构，研究太阳耀斑等剧烈的爆发活动，拍摄高质量的太阳图片。

## 仪器
卫星上搭载的三个主要科学仪器有：
- 太阳光学望远镜（SOT）

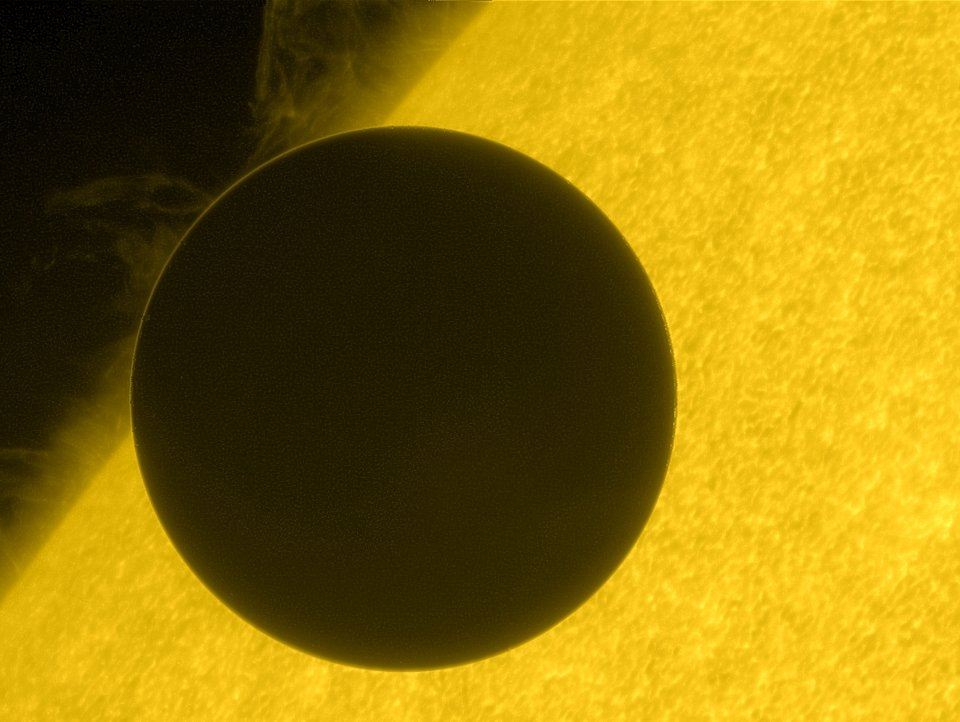
日出卫星拍摄的2012年金星凌日。

望远镜口径为0.5米，配备了矢量磁像仪，空间分辨率可达0.2角秒。視野可达400 x 400角秒。
- X射线望远镜（XRT）

該望遠鏡是掠射式望远镜，采用沃尔特Ⅰ型光路。空间分辨率达1角秒，成像視野34角分。當它在指向太陽盤面的中心時，它能夠捕捉全日圖像。該望遠鏡的設計和建造由史密松天體物理天文台（SAO），其中，與哈佛學院天文台（HCO），構成哈佛 - 史密森天體物理中心（CfA的）。該相機是由國立天文台(NAOJ)和JAXA開發的。
- 极紫外成像摄谱仪（EIS）。